# Борнарево
Борнаре́во (болг. Борнарево) — село в Перницькій області Болгарії. Входить до складу общини Радомир.

## Населення
За даними перепису населення 2011 року у селі проживали 63 особи, усі — болгари.
Розподіл населення за віком у 2011 році:
Динаміка населення: